# Temple Run 2
Temple Run 2 es un videojuego de plataformas desarrollado y publicado por Imangi Studios. Es una secuela de Temple Run, el juego fue producido, diseñado y programado por el equipo de esposos Keith Shepherd y Natalia Luckyanova, con el arte de Kiril Tchangov. Fue lanzado en la App Store el 16 de enero de 2013, en Google Play el 24 de enero, y en Windows Phone 8 el 20 de diciembre.
En junio de 2014, Temple Run 2 y su predecesor se han descargado más de mil millones de veces.

## Jugabilidad
Temple Run 2 cuenta con los mismos controles que su predecesor. Sin embargo, la jugabilidad en sí es ligeramente diferente en la medida en que introduce nuevos obstáculos, como tirolesas, pistas de minas, giros más cerrados, cascadas y chorros de fuego. El juego también presenta nuevos potenciadores, cuyo uso generalmente se rige por una barra de energía que se llena recolectando monedas, y los jugadores ahora tienen la capacidad de salvar al protagonista de la muerte usando gemas verdes que se recolectan mientras corren o se compran. en línea. El juego está ambientado en una ubicación diferente a la del primer juego y el personaje principal corre más rápido. Los tres monos que perseguían al personaje en el juego original han sido eliminados. Ahora, un mono agrandado singular llamado Cuchank es el único antagonista.

### Personajes
El lanzamiento inicial presentó a Guy Dangerous como el personaje predeterminado para el juego, con Scarlett Fox, Barry Bones y Karma Lee como personajes desbloqueables. En las primeras versiones del juego, Scarlett Fox debe comprarse con monedas, pero este requisito se eliminó más tarde en una actualización el 20 de abril de 2015, en apoyo de la igualdad de género, lo que permite a las personas jugar como el personaje inmediatamente después de descargar el juego.
En agosto de 2013, Usain Bolt estuvo disponible para su compra por tiempo limitado, aunque luego se hizo permanente. En diciembre, Santa Claus estuvo disponible para su compra, solo por tiempo limitado.
El 9 de septiembre de 2014, el personaje Maria Selva fue lanzado como parte de una promoción con los libros de National Geographic Kids. En octubre, varios jugadores de la National Football League estuvieron disponibles para su compra por un tiempo limitado.
En el Blog de Fandom hay disponibles descripciones de personajes e imágenes del juego adicional.

## Desarrollo y lanzamiento
El desarrollo de Temple Run 2 empezó en marzo de 2012. Imangi Studios declaró que el objetivo principal del juego era hacer que la jugabilidad fuera similar y familiar en relación con el original, al tiempo que se introducían nuevos elementos y se creaba una "experiencia renovada". Según Keith Shepherd, "Nuestra mayor razón para hacer la secuela en lugar de una actualización es que simplemente no íbamos a poder hacer estos cambios en el original. Bajo el capó, el juego fue reescrito por completo desde cero y ahora está en mucho mejor estado para permitirnos continuar agregando más actualizaciones con el tiempo ". Natalia Luckyanova agregó "Una vez que se hizo tan popular, queríamos hacer muchas cosas en Temple Run, pero realmente no fue construido para la expansión. Está construido sobre nuestro motor 3D interno, que es bastante limitado y requiere mucha codificación de nuestra parte para realizar cambios. Además, no queríamos cambiar Temple Run demasiado drásticamente, ya que mucha gente lo jugaba y lo amaba. Así que decidimos hacer una nueva versión, donde pudiéramos actualizar los gráficos, jugar con poderes, crear nuevos entornos, etc. "
Temple Run 2 fue anunciado sorpresivamente por Imangi Studios el 16 de enero de 2013, y el juego se lanzó en la App Store de Nueva Zelanda de inmediato, y llegaría unas horas más tarde un lanzamiento internacional.  La versión de Android se lanzó el 24 de enero de 2013. La versión de Windows Phone 8 se lanzó el 20 de diciembre de 2013 con la inclusión de los logros de Xbox Live. Una versión para Tizen fue lanzada el 13 de octubre de 2016. A los cuatro días de su lanzamiento en iOS, el juego había alcanzado veinte millones de descargas, seis millones de las cuales fueron dentro de las primeras veinticuatro horas.  A partir de 2018, Imangi Studios continúa desarrollando Temple Run 2 y otros juegos desde su ubicación en Raleigh, NC.

## Recepción
Temple Run 2 ha tenido una buena acogida en general. La versión de iOS tiene una puntuación total de 79 sobre 100 en Metacritic según 24 reseñas.
Edge quedó impresionado, anotando el juego 8 de 10 y escribiendo " Temple Run 2 es una hermosa extensión natural de la serie que nunca se detiene por un segundo". Chris Reed de Slide to Play quedó igualmente impresionado, anotando el juego 4 de 4 y argumentando que "Mejora casi todos los aspectos del original".
Carter Dobson de 148Apps calificó el juego con 4.5 de 5, escribiendo "La secuela está llena de pequeños ajustes que en su mayoría mejoran la experiencia mientras dejan el núcleo adictivo sin alterar [...] Jugar Temple Run 2 es un simple recordatorio de por qué el original fue un gran éxito, y por qué se destaca por encima de todos los imitadores. Su mecánica sigue siendo impecable. Sus controles siguen siendo bastante inmaculados. La fórmula ha sido modificada y creo que ha salido para mejor ". Jared Nelson de TouchArcade también dio una puntuación de 4,5 sobre 5, escribiendo " Temple Run 2 ' la simplicidad y el 'algo' intangible es lo que hizo de su predecesor un juego al que siempre volví, incluso frente a una mezcla heterogénea de alternativas, y es lo que mantendrá esto en mi dispositivo fácilmente al alcance del pulgar durante mucho tiempo ".
Andrew Nesvadba de AppSpy  calificó el juego con 4 de 5, la misma puntuación que le había dado el original, escribiendo "El resultado final es una experiencia más suave que conserva el núcleo de Temple Run sin añadir demasiada complejidad a fin de alienar a su base ". Jim Squires de Gamezebo también puntuó el juego 4 de 5, escribiendo "No hay grandes cambios en el juego. No hay cambios dignos de mención. En el mejor de los casos, puedes resumirlo como "es como Temple Run , pero un poco mejor ".
Owen Faraday de Eurogamer  fue un poco menos entusiasta, anotando el juego 7 de los 10 y la escritura, "El mayor defecto de Temple Run 2 traiciona es su conservadurismo. La cantidad de trabajo que ha entrado en el juego es evidente, y es difícil encontrar un defecto a un juego emocionante y accesible que se ofrece gratis, pero es tan similar a su predecesor que, en última instancia, se siente un poco innecesario ". Harry Slatter de Pocket Gamer  también anotó el juego 3.5 de 5 estrellas, escribiendo "El endless runner en realidad no han cambiado desde Temple Run desde la primera corrida a la escena. Y, en todo caso, Temple Run 2 destaca eso más que la mayoría. Donde Imangi estaba abriendo un nuevo camino con el primer juego y estableciendo tendencias a la izquierda, a la derecha y a la derecha nuevamente, Temple Run 2 es solo otro participante agradable en un género abarrotado ".